# Мала Трня
Мала Трня (словац. Malá Tŕňa) — село в окрузі Требішов Кошицького краю Словаччини. Площа села 9,81 км². Станом на 31 грудня 2016 року в селі проживало 399 жителів.

## Історія
Перші згадки про село датуються 1392 роком.

## Населення
| Рік:            | 1994. | 2004.   | 2014.   | 2024.    |
| --------------- | ----- | ------- | ------- | -------- |
| Кількість осіб: | 449   | 451     | 416     | 342      |
| Різниця:        |       | +0,44 % | -7,76 % | -17,78 % |

| Рік:            | 2023. | 2024.   |
| --------------- | ----- | ------- |
| Кількість осіб: | 347   | 342     |
| Різниця:        |       | -1,44 % |